# Кауко, Йони
Йони Кауко (фин. Joni Kauko; родился 12 июля 1990 года, Турку, Финляндия) — финский футболист, полузащитник индийского клуба «Мохун Баган». Выступал за сборную Финляндии.

## Клубная карьера
Кауко — воспитанник клубов ТПС и «Интер Турку». 26 июня 2008 в матче против «Мариезамна» он дебютировал в Вейккауслиге в составе последнего. 23 апреля 2009 года в поединке против «МюПа-47» Йони забил свой первый гол за «Интер Турку». В этом же году он помог клубу завоевать Кубок Финляндии. В 2013 году Кауко перешёл в «Лахти». 21 апреля в матче против «РоПСа» он дебютировал за новую команду. В том же году Йони стал обладателем Кубка финской лиги.
Летом того же года Кауко перешёл в немецкий «Франкфурт». 21 июля в матче против «Карлсруэ» он дебютировал во Второй Бундеслиге. 28 сентября в поединке против «Санкт-Паули» Йони забил свой первый гол за «Франкфурт».
Летом 2015 года Кауко перешёл в «Энерги». 26 июля в матче против «Галлешера» он дебютировал в Третьей лиге Германии. В поединке против «Хольштайна» Йони забил свой первый гол за «Энерги». Летом 2016 года Кауок перешёл в датский «Раннерс». 18 июля в матче против «Мидтьюлланна» он дебютировал в датской Суперлиге. 31 июля в поединке против «Орхуса» Йони забил свой первый гол за «Раннерс».
Летом 2018 года Кауко подписал контракт с клубом «Эсбьерг». 15 июля в матче против «Норшелланна» он дебютировал за новую команду. 4 августа в поединке против «Раннерс» Йони забил свой первый гол за «Эсбьерг».

## Международная карьера
22 января 2012 года в товарищеском матче против сборной Тринидада и Тобаго Кауко дебютировал за сборную Финляндии.